# Mars-programmet (USSR)
Mars-programmet var en fællesnævner for de sovjetiske marssonder. På grund af hemmelighedskræmmeri, gættede den vestlige presse fejlagtigt på at de hed Marsnik á la Sputnik i begyndelsen. Sonder, der ikke nåede ud i rummet, er her benævnt "Mars-1960A", "Mars-1960B" osv. Marssonder der ikke forlod jordkredsløbet blev kaldt "Kosmos 419" osv.
På grund af Jordens og Mars' indbyrdes positioner rundt om Solen, kan det kun betale sig at flyve til Mars hver 25. måned. På grund Marsbanens excentricitet vil der hvert 15. år være bedre vilkår, senest i 2018. Den mest brændstoføkonomiske rute er Type II, hvor marssonden udfører et halvt kredsløb om Solen, fra Jorden til Mars. Type I udfører kun et tredjedel kredsløb, er hurtigere, men kræver mere brændstof. Da Sovjetunionen havde problemer med at få elektronikken til at virke i mange måneder, ofrede de nogle instrumenter og valgte Type I-banen.

## Opsendt medR-7 Semjorka-raketter
- Luna 2 type sonde, der skulle kollidere med Mars:
  - Mars-1960A, 10. oktober 1960.
  - Mars-1960B, 14. oktober 1960.
- 893 kg sonder til fotografisk forbiflyvning.
  - Mars-1962A, 24. oktober 1962 (Sputnik 22).
  - Mars 1, 1. november 1962 — kontakt mistet efter 4 måneder og 20 dage.
  - Mars-1962B, 4. november 1962 (Sputnik 24).

## Opsendt medProtonraketter
- Fotografisk kredser:
  - Mars-1969A, 27. marts 1969.
  - Mars-1969B, 14. april 1969.
  - Mars 4, 21. juli 1973 — passerer Mars pga. bremseraketfejl.
  - Mars 5, 25. juli 1973 — fjerde marskredser.
- Kredser med 450 kg lander:
  - Kosmos 419, 10, maj 1971.
  - Mars 2, 19. maj 1971 — anden marskredser, lander knust på Mars.
  - Mars 3, 28. maj 1971 — tredje marskredser, lander sender data i 20 sekunder.
- Moderfartøj med lander:
  - Mars 6, 5. august 1973 — lander mistet i faldskærm.
  - Mars 7, 9. august 1973 — lander flyver forbi Mars.
- Russisk kredser med to blødlandere og to spyd:
  - Mars 96, 16. november 1996 — opsendelsesfejl.